# Racing Lagoon
Racing Lagoon (яп. レーシングラグーン рэсингу лагун, «Гоночная лагуна») — японская компьютерная игра, симулятор уличных гонок с ролевыми элементами, в 1999 году разработанная и выпущенная компанией Square для приставки PlayStation. Издавалась исключительно на территории Японии и только на японском языке, отсутствие локализации вызвано, по-видимому, низкими продажами игры на родине. В ноябре 2021 года вышел фанатский перевод игры на английский.

## Сюжет
События Racing Lagoon происходят в Иокогаме и описывают судьбу нового члена команды по стрит-рейсингу, который потерял память и на протяжении всего прохождения пытается вспомнить обстоятельства таинственного произошедшего десять лет назад заезда.

## Геймплей
Геймплей построен на соревнованиях водителей гоночных машин, происходящих на улицах ночного города. Игрок имеет возможность настраивать находящуюся в управлении машину, выбирать цвет кузова, менять запчасти, причём детали для модернизации можно брать из автомобилей, выигранных в гонках. Перед началом игрового процесса предлагается выбрать один из двух режимов: ролевой, где пилот, выполняя различные миссии, соревнуется с другими гонщиками, и обычный, где необходимо просто принимать участие в череде последовательных заездов.

## Разработка
Продюсирование взял на себя геймдизайнер Акитоси Кавадзу, сценарий написал Мотому Торияма. Примечательно, что Racing Lagoon стала одной из немногих игр консоли, которые совместимы с карманным устройством PocketStation, подключающимся в слот для карты памяти. Композиции музыкального ряда в стиле джаз и техно-фьюжн сочинила Норико Мацуэда, при этом ей помогал начинающий аранжировщик Такахито Эгути, для которого данный саундтрек стал первым в карьере. Музыка из игры 19 июня 1999 при участии издательской конторы DigiCube была выпущена отдельным двойным альбомом, куда вошли все 62 звуковые дорожки общей продолжительностью 2 часа 31 минута.

## Отзывы
Racing Lagoon вышла исключительно на территории Японии и удостоилась в основном отрицательных отзывов. Так, популярный журнал Famitsu дал ей всего лишь 21 балл из 40, а продажи через месяц после релиза не смогли превысить 100 тысяч копий. Несмотря на прохладную реакцию со стороны прессы, в 2009 году читатели Famitsu после проведённого открытого опроса поставили автосимулятор на 45-е место в списке самых ожидаемых сиквелов среди всех игр для всех консолей.